# 吸血動物

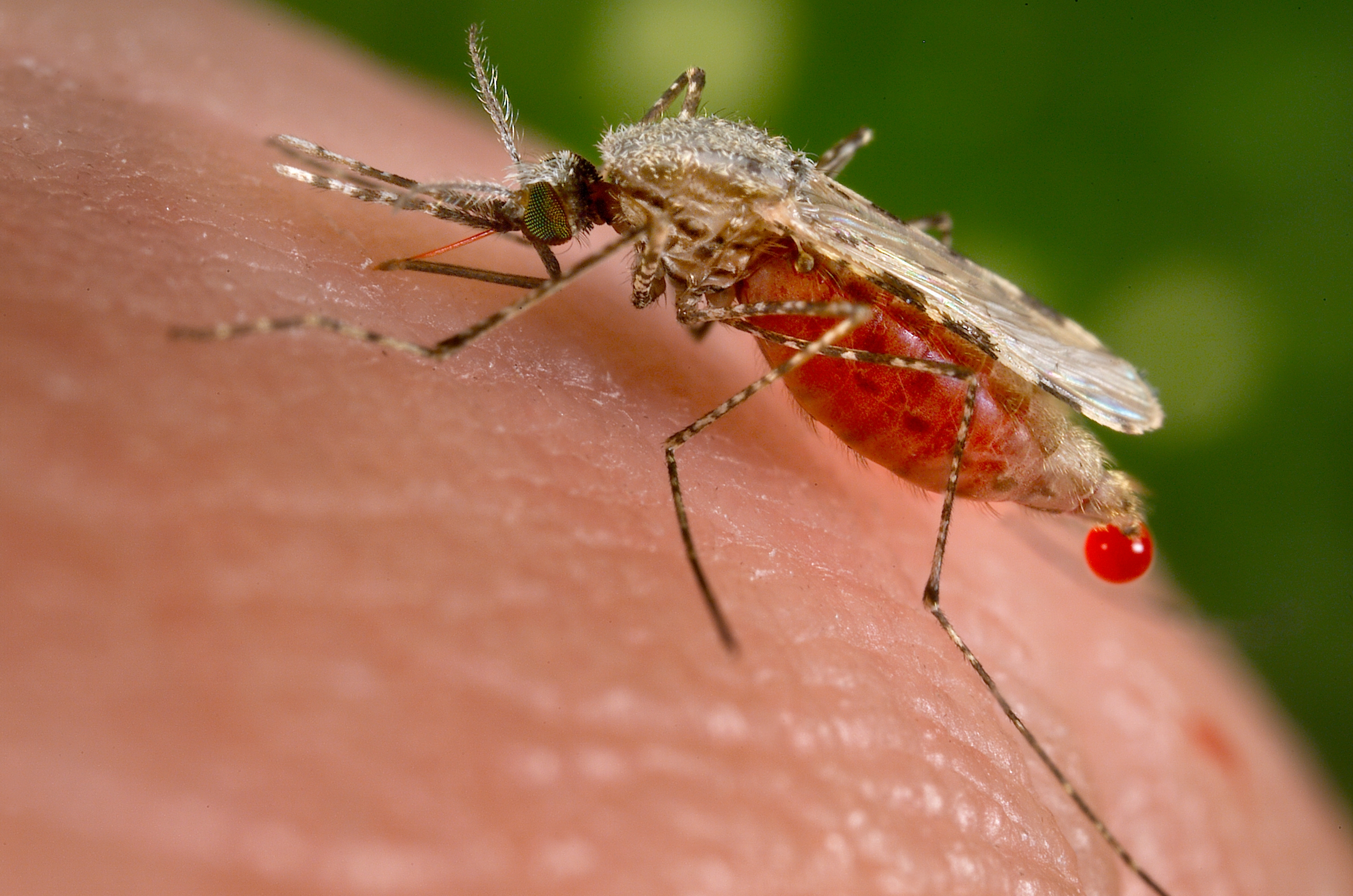
ハマダラカの一種Anopheles stephensi。

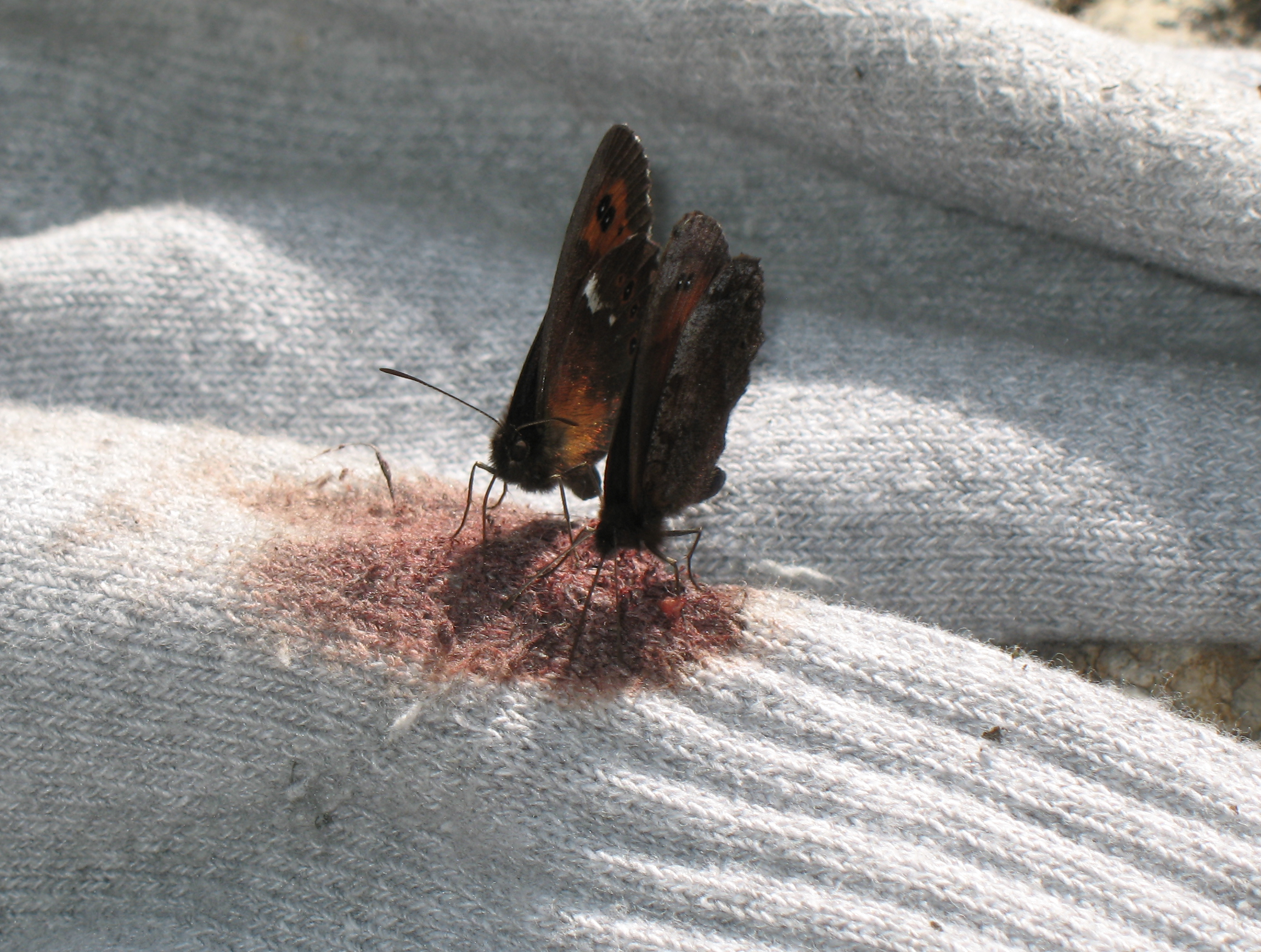
靴下から滲み出た血に集まる蝶

吸血動物（きゅうけつどうぶつ、英語：hematophagy、haematophagy、hematophagia）は、人間や動物の血液を吸う動物。生存のために主に血液のみを摂取するものと、生存のための主食は別にありながら産卵に際して卵巣を発達させるためにときおり血液を吸うものがある。
ヒトを攻撃するものの中にも、ヒトのみを襲うもの、広くは哺乳類を襲うが、その一つとしてヒトも襲うもの、偶発的に人を攻撃するものがある。前者については人間の居住環境の中に生息地を持つものが多い。環境によって生息域がある程度限定されている種が多いものの完全な対策は難しいことが多い。また、幅広く分布する種については対策がより困難になる。後者についてはそのような地域に入る時に注意することが対策に繋がるものの、ペットや家畜の世話など日頃から対策を講じる必要がある場合もある。

## 概説
血液は栄養に富む上、哺乳類等の体より大量に入手できることから、血液を栄養源として利用する動物は多い。本項にて解説するものはあくまで外部より対象の血液を摂取し栄養源とする部類の生物である。血液中に生息する寄生生物や肉食性の動物も血液から栄養を摂取していると言えるが、それらは本項では扱わない。
吸血性とは獲物の体表面にストローのような針状の口を刺しこんで血を吸うか、噛み切るなど皮膚を傷つけて出てきた血を摂取するものを指す。痛みを感じない場合も少なくないが血液は血管を傷つけると固まってしまい吸い出せなくなることから、これを阻止する化学物質を注入することが多い。この凝固を抑える成分に対するアレルギー反応等でその部位に痒みや腫れを引き起こす。
寄生生物から見れば、吸血動物は血液を吸ってその種の動物個体間を移動することから、宿主間移動のための手段として利用できる。そのため、吸血動物を介して感染する寄生生物は少なくない。それが病原体の場合、吸血動物を介して感染が広がるので、そのような吸血動物をベクターという。カは熱帯地方でマラリアなど多くの伝染病のベクターといえる。このような観点からも、吸血性昆虫を一般に衛生害虫のひとつとされている。

## 生活の型
血を吸う動物には、攻撃対象の動物のすぐそばに常駐するものと、離れた場所にいて、攻撃対象を探してやってくるものがある。例えばカやアブは前者である。後者にもいくつかの型があり、トコジラミは人家や動物の巣内にいて、その動物がそこに戻ってきたときに吸血のために接近する。ノミやシラミは常に動物の体表にいて、必要に応じて吸血する。さらにマダニの場合には体表上で口吻を皮膚に突き刺して固着する。ノミやシラミ、マダニのような型は外部寄生虫といわれる。スナノミでは雌は皮膚に固着すると、次第に皮膚に覆われて内部寄生的になる。完全に体腔や血管中に侵入するような寄生虫については吸血動物とは基本的に言われない。因みにタガメも吸血していると思われがちだが、体外消化といって、口吻内に収納された口針を伸ばして消化液を注入し、液状となった肉質を吸収しているため、血液だけを吸っているわけではない。
常時血液を栄養とするもの、産卵など特殊な栄養を必要とするときのみ吸血するものがある。カは後者の代表で、産卵のためには血液を必要とする。ただし、チカイエカは血を吸わなくても少数であれば産卵することができ、これがこの種の防御を困難にしている面がある。一方でヒトスジシマカなどでも少しの水溜まりがあれば繁殖できるため、一般的に見られる種の対策も困難である。また、生活史のある段階にのみ吸血を必要とするものもある。ツツガムシは若虫の段階でネズミの血を吸い、成虫は地表で微小昆虫などを捕食する。

## 偶発的な吸血
普段はある動物の血を吸っているものが、たまたま別の動物の血を吸う、という例もある。
偶発的といっても様々な例がある。普段は人を襲わないと言っても、それは出会わないだけ、というのもある。たとえば山奥にいるアブやヤマヒルはこれに当たる。これらは頻度の問題だけで、ヒトを攻撃対象から外しているわけではない。
ノミやシラミはヒトに専門に寄生する狭食性の種があり、他の動物、たとえばイヌやネコにも同様のことが言える。これらの場合、それぞれの生活史を全うするにはそれぞれの決まった宿主が必要とされるが、ノミの場合にはこうした制約は比較的ゆるく、一時的には他の種の血液も利用可能であったり繁殖も可能であることが少なくない。そのためネコノミにヒトが血を吸われるような例は珍しくない。これも偶発的な吸血である。シラミの場合には本来の宿主以外での繁殖はおろか、吸血ですらほぼ不可能であることが通例であるので偶発的な吸血はほぼないと言ってよい。
ヒトにとってより偶発性の高い吸血被害は、本来は脊椎動物からの吸血を行わないものがそれを行う場合である。たとえばツメダニは捕食性のダニであり、コナダニなどに噛み付いて体液を吸収して生活している。ところが、これがヒトに噛み付くことが少なくなく、顕著な被害が出る。シラミダニ類はガの幼虫などの昆虫から吸血して生活史を全うしているダニであるが、稲藁の中に潜むメイガの幼虫などで繁殖したものが、やはりヒトから偶発的に体液を吸おうとすることがあり、ツメダニ以上の激しい症状を引き起こす。
食肉性ですらないものの例も中にはある。イネの害虫として有名なツマグロヨコバイは夜間に明かりに集まるので、人家にもよく侵入するが、これがヒトの皮膚に飛び移ったときに、少なからぬ頻度で植物に止まっているときと同様に口吻を皮膚に突き立てて口針を挿入する。こうした行動は他のヨコバイ類やウンカ類でも見られ、しばしば痛みや激しい痒みを生じる。

## 吸血動物の例

### 環形動物
ヒル
池沼・森林・海などの水辺で生活する。雌雄同体で、多くのものは軟体動物やミミズなど他の小動物を捕食するが、一部に魚類、両生類、哺乳類といった脊椎動物から吸血するものが知られている。傷口から無理に引きはがすと、組織が皮膚に残り、かゆみが残ったりする。ヤマビルはシカ、イノシシ、ノウサギなどを吸血することが明らかになっているが、それらの動物から人に感染するいわゆる動物由来感染症のリスク事例は報告されていない

### 節足動物

#### 産卵のためのみに吸血するもの
蚊
最も一般的な吸血動物。主食は果汁や花の蜜であり、メスのみが産卵期に蛋白質の摂取のために血を吸う。ちなみに蚊柱は1匹程度のメスにオスが集まってできているので（そもそも吸血しないユスリカであることも多い）、そこに突っ込んでもひどく刺されることは少ない。
ハエ目
- アブ
- ブユ（ブヨ、ブト）
- ヌカカ

#### 生活のために吸血するもの
トコジラミ
人間やコウモリを攻撃。
ノミ
ヒトノミやネコノミはヒトにも寄生して吸血する。ネズミノミはペストを媒介する。これらの種はその他様々なほ乳類にも寄生。また幼虫は吸血しない。
シラミ
様々なほ乳類に寄生、種ごとに宿主や攻撃部位が異なる。
ハエ目
サシバエやツェツェバエ等。
ダニ
マダニ類は広くほ乳類やは虫類、鳥類を攻撃、一度噛み付くと離れない。いわゆる吸血ダニは人間や動物に取り付いて血を吸うだけではなく、細菌・ウイルス・原虫などの病原微生物を動物の体に注入して重篤な感染症を引き起こすことが多い。イエダニ・ワクモはネズミなどの血を吸い、時折ヒトの血を吸いに来る。シラミダニ・ツメダニなどは食虫性ながら偶発的に攻撃。ツツガムシは幼虫がネズミの血を吸い、偶発的にヒトを攻撃・ツツガムシ病を媒介。
チョウ（ウオジラミ）

### 脊索動物
ナミチスイコウモリ
中南米に生息し、動物の血液を摂食するコウモリ。血液で食事を摂るコウモリは世界に3種確認されているが、2種は鳥類の血液を摂食するため、哺乳動物から吸血する唯一の種。吸血鬼の化身といえばコウモリだが、ほとんどのコウモリは虫を食べたり花の蜜を吸うだけで、吸血することはない。吸血鬼の化身としてのコウモリ像が一般化したのは近代以降の文芸作品や映画の影響が強く、伝統的なものではない。主に家畜の足などにかみそりのような門歯で傷をつけ、傷口から他の吸血動物同様に血液の凝固を唾液の成分で防ぎつつ、舌で舐め取る。他個体は吸血のためにつけた傷を次々に利用するため、コウモリの数に比してつけられる傷は見た目よりは多くない。
ヤツメウナギ
淡水を中心とした世界中の寒冷水域に生息するヤツメウナギの成体の口は吸盤状をしており、強い吸引機能がある。これで河底の石などに吸いついて、姿勢を保持することができる。またカワヤツメなど、一部の種ではこうした吸盤状の口で他の魚類などに取り付き、ヤスリ状の角質歯で傷を付けて体液を吸う。
ハシボソガラパゴスフィンチ（吸血フィンチ）
ガラパゴス諸島北西端のウォルフ島に生息する、ダーウィンフィンチ類の一種。元々植物食性であったが、同じ島に住むカツオドリの翼の付け根をつつき、流れ出た血液を吸う。鳥類が鳥類の血液を餌とする唯一の例とされる。

## 伝承上の吸血生物
- 吸血鬼
- チュパカブラ